# مدووتس
مدووتس (به بلغاری: Medovets) یک منطقهٔ مسکونی در بلغارستان است که در استان وارنا واقع شده‌است.
 مدووتس  ۱٬۶۱۷ نفر جمعیت دارد.